# L'Odyssée des Bâtisseurs
 (mars 2025).
Les informations dans cet article sont mal organisées, redondantes, ou il existe des sections bien trop longues. Structurez-le ou soumettez des propositions en page de discussion.
Avec le temps, il arrive que le contenu présent dans un article devienne désordonné. Il est souvent nécessaire de réorganiser l'article de fond en comble.
- Il faut tout d’abord répartir le contenu de l'article en plusieurs sections. Les informations doivent ensuite être exposées clairement et le plus synthétiquement possible, regroupées par sujet afin d'éviter les doublons. Quelqu'un cherchant une information précise doit pouvoir la trouver rapidement en lisant la section appropriée.
- À l'intérieur de chaque section, le texte, souvent initialement sous la forme de phrases éparses, doit être regroupé dans des paragraphes de quelques lignes, en assurant un enchaînement logique et une cohérence entre les phrases.
- Lorsque l'article ou l'une de ses sections développe trop longuement un point qui n'est pas dans le cœur du sujet traité, il convient de faire une synthèse et de transférer l'ancien contenu dans des articles plus appropriés (en cas de transfert, il faut impérativement respecter la procédure Aide:Scission).

Si vous pensez que ces points ont été résolus, vous pouvez retirer ce bandeau et améliorer le plan d'un autre article.
 (mars 2025).
La mise en forme du texte ne suit pas les recommandations de Wikipédia : il faut le « wikifier ».
Les points d'amélioration suivants sont les cas les plus fréquents. Le détail des points à revoir est peut-être précisé sur la page de discussion.
- Les titres sont pré-formatés par le logiciel. Ils ne sont ni en capitales, ni en gras.
- Le texte ne doit pas être écrit en capitales (les noms de famille non plus), ni en gras, ni en italique, ni en « petit »…
- Le gras n'est utilisé que pour surligner le titre de l'article dans l'introduction, une seule fois.
- L'italique est rarement utilisé : mots en langue étrangère, titres d'œuvres, noms de bateaux, etc.
- Les citations ne sont pas en italique mais en corps de texte normal. Elles sont entourées par des guillemets français : « et ».
- Les listes à puces sont à éviter, des paragraphes rédigés étant largement préférés. Les tableaux sont à réserver à la présentation de données structurées (résultats, etc.).
- Les appels de note de bas de page (petits chiffres en exposant, introduits par l'outil «  Source ») sont à placer entre la fin de phrase et le point final[comme ça].
- Les liens internes (vers d'autres articles de Wikipédia) sont à choisir avec parcimonie. Créez des liens vers des articles approfondissant le sujet. Les termes génériques sans rapport avec le sujet sont à éviter, ainsi que les répétitions de liens vers un même terme.
- Les liens externes sont à placer uniquement dans une section « Liens externes », à la fin de l'article. Ces liens sont à choisir avec parcimonie suivant les règles définies. Si un lien sert de source à l'article, son insertion dans le texte est à faire par les notes de bas de page.
- La présentation des références doit suivre les conventions bibliographiques. Il est recommandé d'utiliser les modèles {{Ouvrage}}, {{Chapitre}}, {{Article}}, {{Lien web}} et/ou {{Bibliographie}}. Le mode d'édition visuel peut mettre en forme automatiquement les références.
- Insérer une infobox (cadre d'informations à droite) n'est pas obligatoire pour parachever la mise en page.

Pour une aide détaillée, merci de consulter Aide:Wikification.
Si vous pensez que ces points ont été résolus, vous pouvez retirer ce bandeau et améliorer la mise en forme d'un autre article.
L'Odyssée des Bâtisseurs est un musée et site touristique situé à Alma (Québec) au Lac-Saint-Jean. Il s'agit d'un service de la Société d'histoire du Lac-Saint-Jean qui met en valeur le patrimoine industriel, culturel, bâti, immatériel et naturel du Lac-Saint-Jean.
Le site a ouvert ses portes le 3 juin 2004 et offre toute l'année une programmation d'expositions et d'activités. La thématique du musée a comme point de départ la construction du complexe hydroélectrique Isle-Maligne à Alma, ce chantier colossal qui s’est déroulé entre 1923 et 1926 et qui a transformé la région du Lac-Saint-Jean et ses habitants.
L'Odyssée des Bâtisseurs présentait, entre 2012 et juin 2024, l'exposition permanente Au-delà de l'eau. À partir de l'immense territoire d'eau du Saguenay–Lac-Saint-Jean, l'exposition abordait l'histoire du développement hydroélectrique régional ainsi que ses impacts sur l'essor industriel et sur les changements de société apportés par l'électrification des maisons.
À partir du 13 juin 2024, l'Odyssée des Bâtisseurs présente l'exposition permanente Le monde du Lac. La programmation est complétée annuellement par plusieurs expositions temporaires.
La visite de l’Odyssée des Bâtisseurs comprend des activités intérieures dans le musée (à l’année) et extérieures (juin à septembre). Les activités intérieures se retrouvent dans un édifice cité bâtiment historique par la ville d’Alma, la Maison des Bâtisseurs. À l’intérieur se déroulent des activités muséales : expositions, activités pour la famille et ateliers éducatifs. Ensuite, sur un sentier pédestre d’environ 500 mètres, le site met en valeur des vestiges et des reconstitutions témoignant de l’importance de l’eau au Saguenay–Lac-Saint-Jean. Un ancien château d’eau, offrant une vue sur la centrale hydroélectrique Isle-Maligne et la rivière Grande Décharge, a été reconverti en salle de projection multimédia 360⁰. Depuis 2021, le musée y présente un film éponyme, L'Odyssée des bâtisseurs, co-scénarisé et narré par la poétesse ilnue Marie-Andrée Gill.
On retrouve également sur le site extérieur des jeux d’hébertisme pour les enfants et des personnages historiques sillonnent le site pour raconter l'histoire de la région.